# Kin-Fo i knipa
Kin-Fo i knipa (franska: Les tribulations d'un Chinois en Chine) är en roman från 1879 av den franske författaren Jules Verne.
Svenska översättningar
- Kin-Fo: en kines' sällsamma öden (översättning E. F. Lönnrot, Geber, 1879)
- En kines ute på äventyr (översättning C.A. Swahn, Lamm, 1879)
- En kines på äfventyr (översättning Natalia Nisbeth, Adolf Johnson, 1906)
- Kin-Fo i knipa (översättning och bearbetning Roland Adlerberth, Sörlin, 1961)
- Ett kinesiskt äventyr (översättning Roland Adlerberth, Delta, 1975)

## Handling
Kin-Fo, en välbärgad kines bosatt i Shanghai, anklagas av sin gode vän Wang för att inte ha några som helst obekvämligheter eller besvär i livet, och därför, trots sin förmögenhet, inte kan konsten att uppskatta sann lycka. När Kin-Fo senare får reda på att hans förmögenhet gått förlorad intecknar han en livförsäkring som täcker det mesta, inklusive självmord, som han planerar att begå. Han förmår inte att själv ända sitt liv, utan ber i ett brev sin vän Wang om hjälp med det. När Wang senare försvinner, samtidigt som Kin-Fo upptäcker att förlusten av hans förmögenhet inte alls ägt rum, blir Kin-Fo orolig, eftersom han då inte alls vill bli bragd om livet. Han reser runt Kina i hopp om att undgå att bli mördad innan det kontrakt som Wang signerat vid åtagandet skall upphöra att gälla. Huvudpersonens oro blir inte mindre när han får ett brev från Wang där denne beklagar att han inte längre klarar att fullgöra sin uppgift, men i gengäld lämnat över kontraktet till en gammal vän, den beryktade Lao-Shen.